# Holger Karlsson
Holger Karl Karlsson (ur. 3 lutego 1935 w Gällivare, zm. 18 września 2015 w Luleå) – szwedzki skoczek narciarski, reprezentant klubu Koskullskulle AIF, uczestnik Zimowych Igrzysk Olimpijskich 1956 i 1964.
Dwukrotnie wystartował w zimowych igrzyskach olimpijskich. W konkursie olimpijskim w Cortinie d’Ampezzo zajął 41. miejsce, a osiem lat później w Innsbrucku był 35. na skoczni normalnej i 52. na skoczni dużej.
W lutym 1962 wziął udział w mistrzostwach świata w narciarstwie klasycznym w Zakopanem. W konkursie skoków na skoczni K-60 zajął 55. miejsce, a na skoczni K-90 był 48.
W latach 1957–1962 startował w konkursach Turnieju Czterech Skoczni. Trzykrotnie plasował się w czołowej dziesiątce konkursów – 30 grudnia 1959 w Oberstdorfie był trzeci, 28 grudnia 1961 w Oberstdorfie zajął piąte miejsce, a 1 stycznia 1962 w Garmisch-Partenkirchen został sklasyfikowany na dziesiątej pozycji.

## Osiągnięcia

### Igrzyska olimpijskie
| Igrzyska                | Data             | Skocznia | Konkurs | Skok 1    | Skok 1 | Skok 2    | Skok 2 | Skok 3    | Skok 3 | Nota łączna | Miejsce | Strata | Zwycięzca        | Źródło |
| Igrzyska                | Data             | Skocznia | Konkurs | Odległość | Nota   | Odległość | Nota   | Odległość | Nota   | Nota łączna | Miejsce | Strata | Zwycięzca        | Źródło |
| ----------------------- | ---------------- | -------- | ------- | --------- | ------ | --------- | ------ | --------- | ------ | ----------- | ------- | ------ | ---------------- | ------ |
| 1956, Cortina d’Ampezzo | 5 lutego 1956    | normalna | ind.    | 76,0      | 71,5   | 77,5      | 104,5  | –         | –      | 176,0       | 41.     | 51,0   | Antti Hyvärinen  | [ 5 ]  |
| 1964, Innsbruck         | 31 stycznia 1964 | normalna | ind.    | 70,0      | 93,8   | 74,0      | 96,7   | 72,0      | 97,1   | 193,8       | 35.     | 36,1   | Veikko Kankkonen | [ 6 ]  |
| 1964, Innsbruck         | 9 lutego 1964    | duża     | ind.    | 73,0      | 75,4   | 64,5      | 75,7   | 73,0      | 54,4   | 151,1       | 52.     | 79,6   | Toralf Engan     | [ 7 ]  |

### Mistrzostwa świata
| Mistrzostwa    | Data           | Skocznia | Konkurs | Skok 1    | Skok 1 | Skok 2    | Skok 2 | Skok 3    | Skok 3 | Nota łączna | Miejsce | Strata | Zwycięzca        | Źródło |
| Mistrzostwa    | Data           | Skocznia | Konkurs | Odległość | Nota   | Odległość | Nota   | Odległość | Nota   | Nota łączna | Miejsce | Strata | Zwycięzca        | Źródło |
| -------------- | -------------- | -------- | ------- | --------- | ------ | --------- | ------ | --------- | ------ | ----------- | ------- | ------ | ---------------- | ------ |
| 1962, Zakopane | 21 lutego 1962 | normalna | ind.    | 54,0      | 80,2   | 59,0      | 87,8   | 60,0      | 88,0   | 175,8       | 55.     | 47,8   | Toralf Engan     | [ 2 ]  |
| 1962, Zakopane | 25 lutego 1962 | duża     | ind.    | 74,5      | 77,2   | 90,0      | 97,7   | 87,0      | 89,9   | 187,6       | 48.     | 53,8   | Helmut Recknagel | [ 3 ]  |